# Storulvsjötjärnen
Storulvsjötjärnen är en sjö i Ånge kommun i Medelpad och ingår i Harmångersåns huvudavrinningsområde. Sjön har en area på 0,125 kvadratkilometer och ligger 407,8 meter över havet. Sjön avvattnas av vattendraget Skansån (Lillån).

## Delavrinningsområde
Storulvsjötjärnen ingår i det delavrinningsområde (690629-152390) som SMHI kallar för Utloppet av Storulvsjötjärnen. Medelhöjden är 423 meter över havet och ytan är 0,68 kvadratkilometer. Räknas de 2 avrinningsområdena uppströms in blir den ackumulerade arean 7,36 kvadratkilometer. Skansån (Lillån) som avvattnar avrinningsområdet har biflödesordning 2, vilket innebär att vattnet flödar genom totalt 2 vattendrag innan det når havet efter 105 kilometer. Avrinningsområdet består mestadels av skog (67 procent). Avrinningsområdet har 0,13 kvadratkilometer vattenytor vilket ger det en sjöprocent på 18,6 procent.